# مارکار ایسایان
مارکار ایسایان (ترکی استانبولی: Markar Esayan; زادهٔ ۴ فوریهٔ ۱۹۶۹ – ۱۶ اکتبر ۲۰۲۰) سیاست‌مدار اهل ترکیه بود.
او از سال ۲۰۱۵ عضو مجمع ملی بزرگ ترکیه برای حزب عدالت به نمایندگی از استانبول و عضو هیئت اجرایی و تصمیم‌گیری مرکزی حزب خود بود.